# Heiligegeiststraße 27 (Quedlinburg)

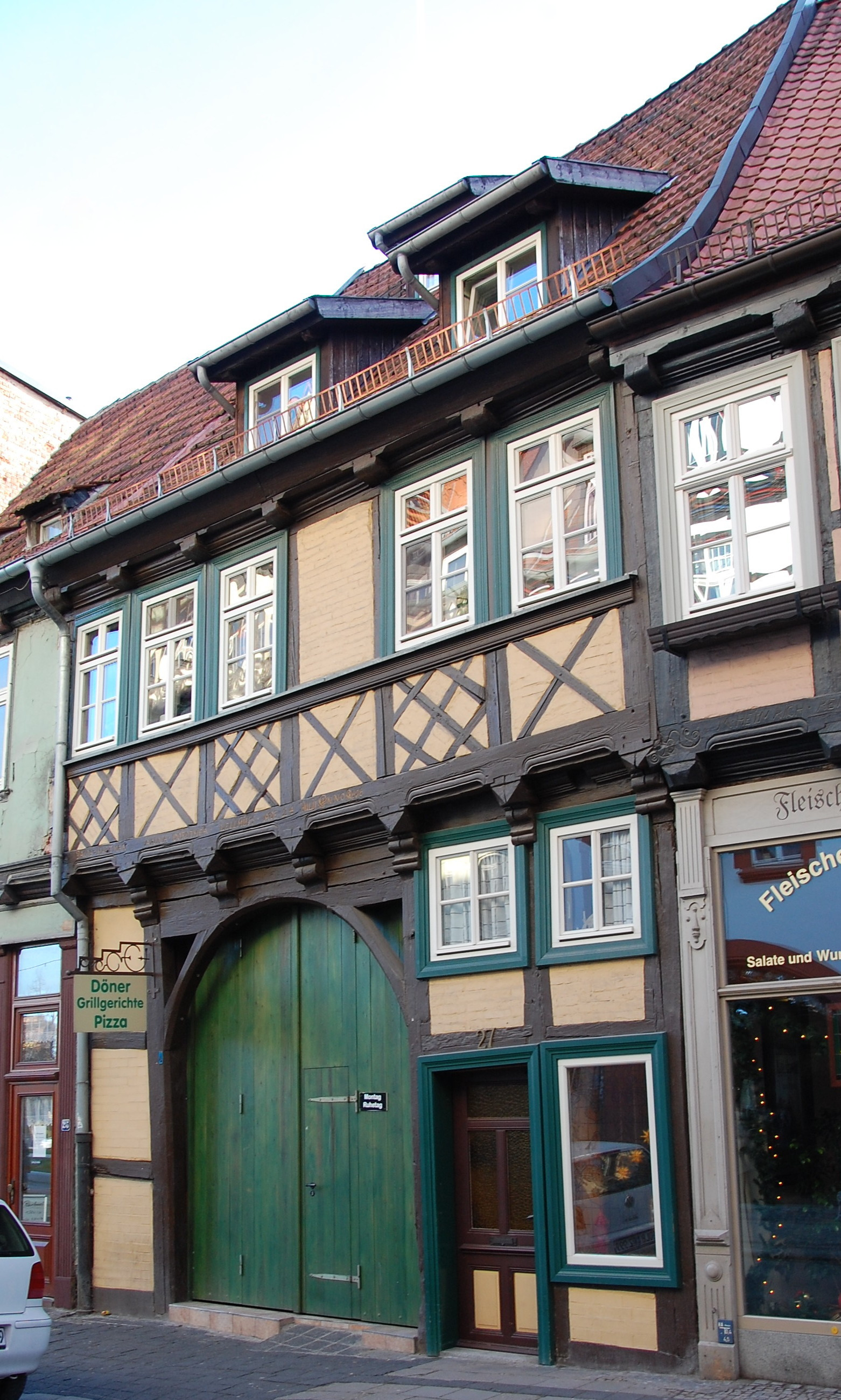
Haus Heiligegeiststraße 27

Das Haus Heiligegeiststraße 27 ist ein denkmalgeschütztes Gebäude in der Stadt Quedlinburg in Sachsen-Anhalt.

## Lage
Es liegt südlich der historischen Quedlinburger Altstadt auf der Südseite der Heiligegeiststraße. Im Quedlinburger Denkmalverzeichnis ist es als Wohnhaus eingetragen. Östlich grenzt das gleichfalls denkmalgeschützte Haus Heiligegeiststraße 26, westlich das Haus Heiligegeiststraße 28 an.

## Architektur und Geschichte
Das zweigeschossige Fachwerkhaus wurde nach einer Bauinschrift im Jahr 1685, nach anderer Angabe 1686 für einen Ackerbürger errichtet. Im Erdgeschoss ist ein Zwischengeschoss eingefügt. Darüber hinaus besteht dort ein kleines Ladengeschäft und eine in ihrer ursprünglichen Gestaltung erhaltene große Tordurchfahrt. Die Stockschwelle des Gebäudes ist mit einer Inschrift versehen. Das Fachwerk des oberen Stockwerks ist mit Andreaskreuzen und Rauten verziert. Am Dachzugang befindet sich eine, ein von floralen Motiven umrahmtes Reh darstellende, barocke Schnitzerei.